# Jean du Bellay
Jean du Bellay (ur. 1498, zm. 16 lutego 1560 w Rzymie) – francuski kardynał i dyplomata.

## Życiorys
Wybrany biskupem Bajonny 12 lutego 1524, rezydował na dworze królewskim i nigdy nie odwiedził swojej diecezji. 16 września 1532 został przeniesiony do diecezji paryskiej. Godność biskupa Paryża pełnił do 16 marca 1551 roku. Między 1527 a 1534 kilkakrotnie jeździł do Anglii z misjami zleconymi mu przez króla, próbował też mediować w sporze Henryka VIII z papieżem Klemensem VII. 21 maja 1535 na prośbę Franciszka I papież Paweł III mianował go kardynałem. Od 31 maja 1535 roku kardynał prezbiter Santa Cecilia, od 26 października 1547 kardynał prezbiter San Pietro in Vincoli, od 25 lutego 1549 kardynał prezbiter San Crisogono, od 28 lutego 1550 kardynał biskup Albano, od 29 listopada 1551 kardynał biskup Frascati, od 11 grudnia 1553 kardynał biskup Porto e Santa Rufina i od 29 maja 1555 kardynał biskup Ostia e Velletri. Naciskał na papieża by zwołał sobór powszechny, reprezentował nurt ugodowy wobec reformacji. Brał udział w wojnie Francji z cesarzem Karolem V (1536 dowodził obroną Paryża). Administrator diecezji Limoges od 22 sierpnia 1541 do 13 sierpnia 1544, Le Mans od 1 listopada 1542 do 27 lipca 1556) oraz archidiecezji Bordeaux od 17 grudnia 1544 do 3 lipca 1551 i ponownie od 15 lutego 1559 do śmierci, komendatariusz wielu francuskich opactw i klasztorów.
Po śmierci Franciszka I w 1547 jego wpływy na dworze królewskim zmalały. Od 1553 roku rezydował w Rzymie.  Uczestniczył w obu konklawe w 1555. Od 11 grudnia 1553 Wicedziekan Świętego Kolegium Kardynalskiego. 29 maja 1555 papież Paweł IV mianował go Dziekanem Świętego Kolegium Kardynalskiego – nominacja ta spotkała się z dezaprobatą ze strony króla Francji Henryka II. Zmarł w Rzymie.
Kardynał du Bellay był człowiekiem otwartego umysłu, protektorem pisarzy, a nawet autorem wierszy. Opowiadał się za tolerancyjną i ugodową postawą wobec protestantów. Wśród jego protegowanych był François Rabelais.